# Thrinchostoma lettowvorbecki
Thrinchostoma lettowvorbecki is een vliesvleugelig insect uit de familie Halictidae. De wetenschappelijke naam van de soort is voor het eerst geldig gepubliceerd in 1930 door Blüthgen.